# Catedrala Sfântul Ioan din Eger
Catedrala Sfântul Ioan din Eger (în limba maghiară Szent János apostol és evangélista Egri főszékesegyház), cunoscută și sub denumirea de Bazilica din Eger (în maghiară Egeri basilika) este catedrala Arhiepiscopiei Romano-Catolice din Eger, Ungaria. Ea este a doua cea mai mare biserică din Ungaria, după Bazilica din Esztergom și poartă hramul Sfântului Ioan Evanghelistul.

## Istorie și arhitectură
Catedrala a fost construită pentru prima dată prin secolul al XI-lea de către Ștefan I al Ungariei. Ea a funcționat ca și catedrală episcopală de Eger, dar în secolul al XVI-lea, în timpul dominației otomane în Ungaria catedrala a fost transformată în moschee. În anul 1820, catedrala a fost demolată,  iar în anul 1827 a fost ales episcop Ioan Pyrker. Pyrker a decis să construiască o nouă catedrală mult mai impunătoare. Lucrările construcției actualei catedrale au început în anul 1831 și s-au terminat pe data de 7 mai 1837. Lucrările au fost coordonate de arhitectul-șef József Hild. În anul 1970 catedrala a fost ridicată la rangul de basilica minor.
Catedrala este a doua cea mai mare biserică din Ungaria și este construită în stil neoclasicist cu influențe de baroc. Bazilica are o cupolă cu o înălțime de 40 de metri și două turnuri-clopotniță de 55 de metri înălțime. Fțada este similară cu cea a unui templu grecesc, fiind susținută de mai multe coloane corintice de 17  metri înălțime. Intrarea este decorată cu patru statui monumentale ale Sfântului Petru, Sfântului Pavel, Sfântului Ștefan și Sfântului Ladislau.

## Galerie de imagini

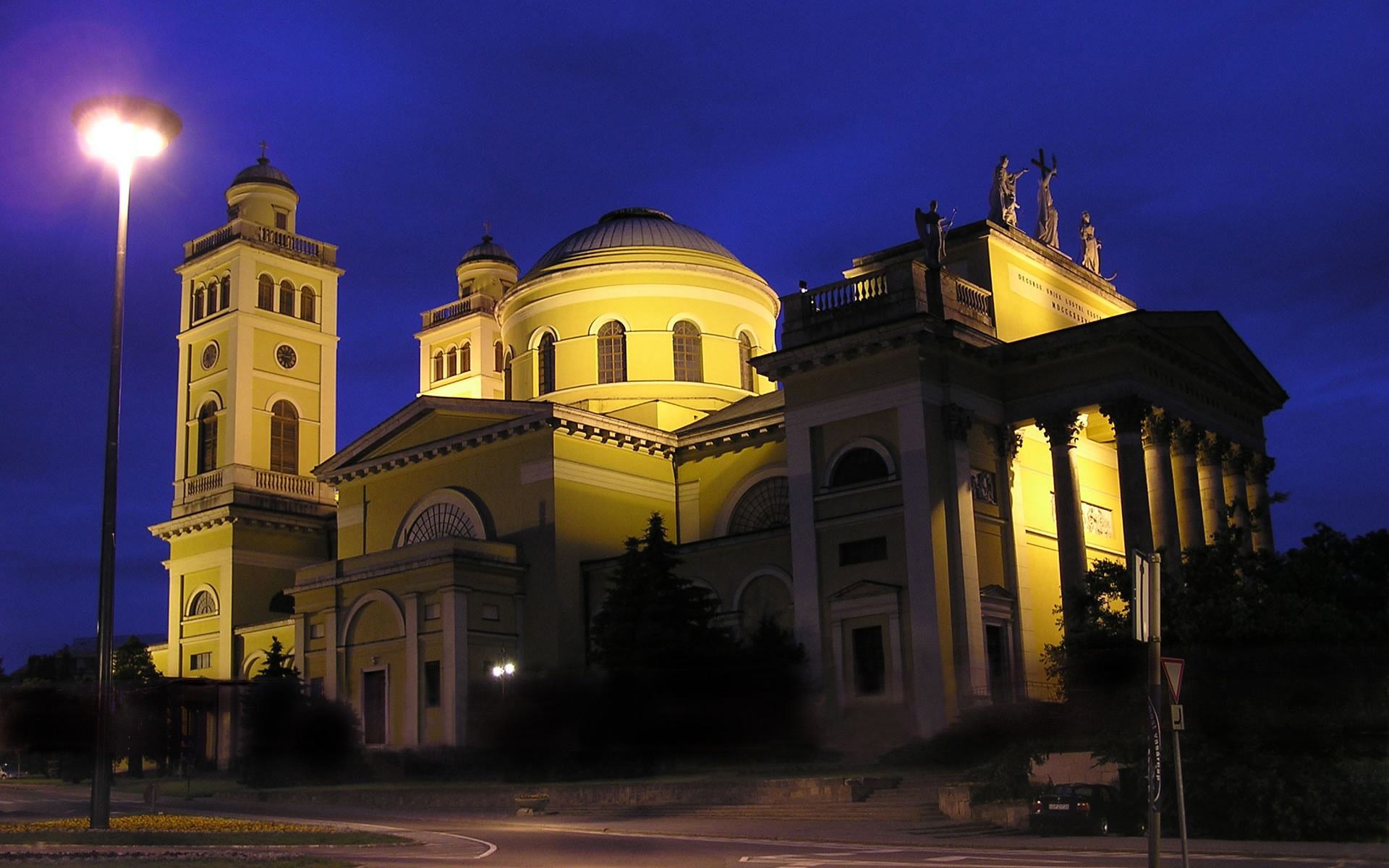
Bazilica noaptea.
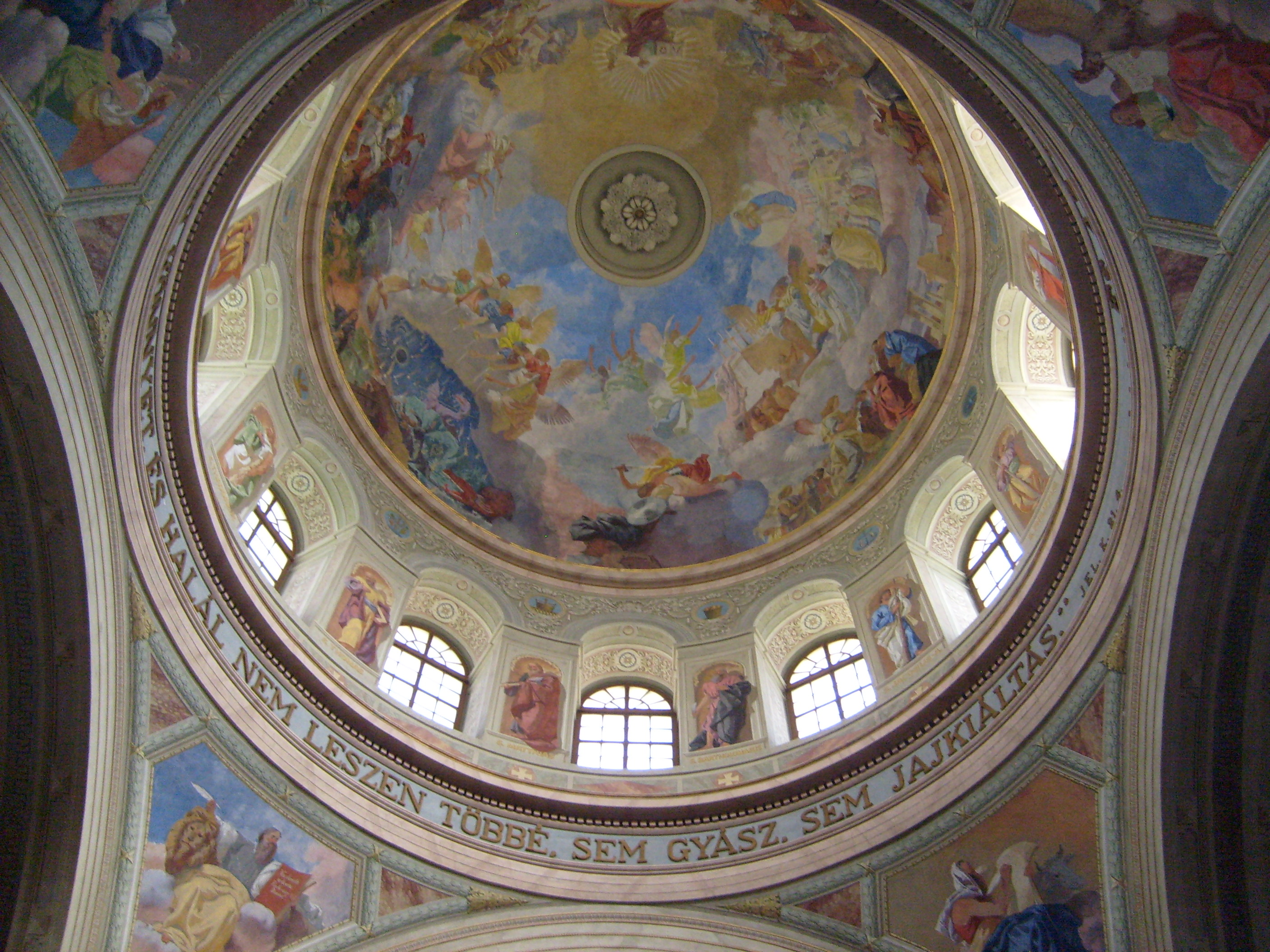
Domul, interior.